# Аккордеонист (фильм)
«Аккордеонист» (англ. Accordion player, 1888) — немой короткометражный фильм режиссёра Луи Лепренса. Фильм был снят на лестнице дома Джозефа Уитли, дедушки Адольфа Лепренса, сына режиссёра этого фильма.

## Сюжет
Молодой человек (сын режиссёра) стоит около ступеней и играет на маленькой ручной гармонике. Киноролик снят в качестве теста хронофотографической камеры Лепренса и существует только в виде набора отдельных фотографий. В отличие от двух предыдущих фильмов изобретателя, движущееся изображение не воссоздавалось Британским Национальным медиамузеем. Известна только любительская видеоверсия «Аккордеониста» с частотой 2 кадра в секунду.

## В ролях
- Адольф Лепренс — аккордеонист